# 2015년 FIVB 배구 월드그랑프리
틀:FIVB 토너먼트 정보
2015년 FIVB 배구 월드그랑프리는 2015년 6월 26일부터 8월 2일까지 미국 오마하에서 열린 23번째 국제 여자 대회이다.
틀:FIVB 배구 월드그랑프리